# شوتا کانکو
شوتا کانکو (انگلیسی: Shota Kaneko؛ زادهٔ ۲ مهٔ ۱۹۹۵) بازیکن فوتبال اهل ژاپن است.
از باشگاه‌هایی که در آن بازی کرده‌است می‌توان به باشگاه فوتبال شیمیزو اس-پالس اشاره کرد.